# Ancient Commentators on Aristotle Project
Das Ancient Commentators on Aristotle Project (abgekürzt: ACA) ist ein Projekt zur Übersetzung der antiken, spätantiken und byzantinischen Kommentare zu den Schriften des Aristoteles ins Englische. Es werden die Commentaria in Aristotelem Graeca (CAG) nicht vollständig, jedoch zum größten Teil übersetzt; weitere relevante Schriften wurden darüber hinaus in das Projekt aufgenommen. Das am King’s College London beheimatete Projekt wurde von Richard Sorabji initiiert und steht unter seiner Leitung. Mitherausgeber ist seit 2013 Michael Griffin. Seit dem Beginn des Projekts im Jahr 1987 sind knapp 120 Bände erschienen. Weitere Bände sind in Vorbereitung. Flankiert wird die Übersetzungsreihe von sieben Bänden interpretierenden Inhalts.

## Liste der Bände
| Band | Autor                                 | Titel                                                                               | Übersetzer                                                                              | Erscheinungsjahr |
| ---- | ------------------------------------- | ----------------------------------------------------------------------------------- | --------------------------------------------------------------------------------------- | ---------------- |
| 1    | Philoponus                            | Against Aristotle on the eternity of the world                                      | Christian Wildberg                                                                      | 1987             |
| 2    | Alexander of Aphrodisias              | On Aristotle Metaphysics 1                                                          | William E. Dooley                                                                       | 1989             |
| 3    | Simplicius                            | On Aristotle Physics 6                                                              | David Konstan                                                                           | 1989             |
| 4    | Alexander of Aphrodisias              | Ethical Problems                                                                    | Robert W. Sharples                                                                      | 1990             |
| 5    | Dexippus                              | On Aristotle Categories                                                             | John M. Dillon                                                                          | 1990             |
| 6    | Philoponus Simplicius                 | Corollaries on Place and Void Against Philoponus On the Eternity of the World       | David Furley Christian Wildberg                                                         | 1991             |
| 7    | Ammonius                              | On Aristotle Categories                                                             | Gareth B. Matthews, S. Marc Cohen                                                       | 1991             |
| 8    | John Philoponos                       | On Aristotle On the Intellect                                                       | William Charlton, Fernand Bossier                                                       | 1991             |
| 9    | Alexander of Aphrodisias              | On Aristotle Prior Analytics 1.1–7                                                  | Jonathan Barnes, Susanne Bobzien, Kevin Flannery, Katerina Ierodiakonou                 | 1991             |
| 10   | Alexander of Aphrodisias              | On Aristotle Metaphysics 2–3                                                        | William E. Dooley, Arthur Madigan                                                       | 1992             |
| 11   | Simplicius                            | Corollaries on Place and Time                                                       | James O. Urmson, Lucas Siorvanes                                                        | 1992             |
| 12   | Alexander of Aphrodisias              | Quaestiones 1.1–2.15                                                                | Robert W. Sharples                                                                      | 1992             |
| 13   | Porphyry                              | On Aristotle Categories                                                             | Steven K. Strange                                                                       | 1992             |
| 14   | Simplicius                            | On Aristotle Physics 4.1–5 and 10–14                                                | James O. Urmson                                                                         | 1992             |
| 15   | Alexander of Aphrodisias              | On Aristotle Metaphysics 5                                                          | William E. Dooley                                                                       | 1993             |
| 16   | Alexander of Aphrodisias              | On Aristotle Metaphysics 4                                                          | Arthur Madigan                                                                          | 1993             |
| 17   | Philoponus                            | On Aristotle Physics 2                                                              | Alan Robert Lacey                                                                       | 1993             |
| 18   | Philoponus Simplicius                 | On Aristotle Physics 5–8 On Aristotle on the Void                                   | Paul Lettinck James O. Urmson                                                           | 1994             |
| 19   | Simplicius                            | On Aristotle Physics 7                                                              | Charles Hagen                                                                           | 1994             |
| 20   | Philoponus                            | On Aristotle Physics 3                                                              | Mark Edwards                                                                            | 1994             |
| 21   | Alexander of Aphrodisias              | Quaestiones 2.16–3.15                                                               | Robert W. Sharples                                                                      | 1994             |
| 22   | Simplicius                            | On Aristotle On the Soul 1.1–2.4                                                    | James O. Urmson, Peter Lautner                                                          | 1995             |
| 23   | Ammonius                              | On Aristotle On Interpretation 1–8                                                  | David Blank                                                                             | 1996             |
| 24   | Alexander of Aphrodisias              | On Aristotle Meteorology 4                                                          | Eric Lewis                                                                              | 1996             |
| 25   | Themistius                            | On Aristotle on the Soul                                                            | Robert B. Todd                                                                          | 1996             |
| 26   | Simplicius                            | On Aristotle Physics 2                                                              | Barrie Fleet                                                                            | 1997             |
| 27   | Simplicius                            | On Aristotle Physics 5                                                              | James O. Urmson                                                                         | 1997             |
| 28   | Simplicius Priscian                   | On Aristotle On the Soul 2.5–12 On Theophrastus on Sense Perception                 | Carlos Steel Pamela Huby                                                                | 1997             |
| 29   | Ammonius Boethius                     | On Aristotle On Interpretation 9                                                    | David Blank Norman Kretzmann                                                            | 1998             |
| 30   | Alexander of Aphrodisias              | On Aristotle Prior Analytics 1.8–13                                                 | Ian Mueller, Josiah Gould                                                               | 1999             |
| 31   | Alexander of Aphrodisias              | On Aristotle Prior Analytics 1.14–22                                                | Ian Mueller, Josiah Gould                                                               | 1999             |
| 32   | Philoponus                            | On Aristotle On Coming-to-Be and Perishing 1.1–5                                    | C. J. F. Williams                                                                       | 1999             |
| 33   | Philoponus                            | On Aristotle On Coming-to-Be and Perishing 1.6–2.4                                  | C. J. F. Williams                                                                       | 1999             |
| 34   | Philoponus                            | On Aristotle On the Soul 3.1–8                                                      | William Charlton                                                                        | 2000             |
| 35   | Philoponus Stephanus                  | On Aristotle On the Soul 3.9–13 On Aristotle On Interpretation                      | William Charlton                                                                        | 2000             |
| 36   | Simplicius                            | On Aristotle On the Soul 3.1–5                                                      | Henry Blumenthal                                                                        | 2000             |
| 37   | Porphyry                              | On Abstinence from Killing Animals                                                  | Gillian Clark                                                                           | 2000             |
| 38   | Alexander of Aphrodisias              | On Aristotle On Sense Perception                                                    | Alan Towey                                                                              | 2000             |
| 39   | Simplicius                            | On Aristotle Categories 9–15                                                        | Richard Gaskin                                                                          | 2000             |
| 40   | Alexander of Aphrodisias              | On Aristotle Topics 1                                                               | Jan M. van Ophuijsen                                                                    | 2000             |
| 41   | Simplicius                            | On Aristotle Categories 5–6                                                         | Frans de Haas, Barrie Fleet                                                             | 2001             |
| 42   | Simplicius                            | On Aristotle Physics 8.6–10                                                         | Richard McKirahan                                                                       | 2001             |
| 43   | Aspasius Michael of Ephesus Anonymous | On Aristotle Nicomachean Ethics 8–9                                                 | David Konstan                                                                           | 2001             |
| 44   | Simplicius                            | On Aristotle Physics 3                                                              | James O. Urmson, Peter Lautner                                                          | 2001             |
| 45   | Simplicius                            | On Epictetus Handbook 1–26                                                          | Charles Brittain, Tad Brennan                                                           | 2002             |
| 46   | Simplicius                            | On Epictetus Handbook 27–53                                                         | Tad Brennan, Charles Brittain                                                           | 2002             |
| 47   | Simplicius                            | On Aristotle On the Heavens 1.1–4                                                   | Robert James Hankinson                                                                  | 2002             |
| 48   | Simplicius                            | On Aristotle Categories 7–8                                                         | Barrie Fleet                                                                            | 2002             |
| 49   | Proclus                               | On the Existence of Evils                                                           | Jan Opsomer, Carlos Steel                                                               | 2003             |
| 50   | Themistius                            | On Aristotle Physics 4                                                              | Robert B. Todd                                                                          | 2003             |
| 51   | Simplicius                            | On Aristotle Categories 1–4                                                         | Michael Chase                                                                           | 2003             |
| 52   | Alexander of Aphrodisias              | Supplement to On the Soul                                                           | Robert W. Sharples                                                                      | 2004             |
| 53   | Simplicius                            | On Aristotle On the Heavens 1.5–9                                                   | Robert James Hankinson                                                                  | 2004             |
| 54   | Simplicius                            | On Aristotle On the Heavens 2.1–9                                                   | Ian Mueller                                                                             | 2004             |
| 55   | Simplicius                            | On Aristotle On the Heavens 2.10–14                                                 | Ian Mueller                                                                             | 2005             |
| 56   | Philoponus                            | On Aristotle On the Soul 2.1–6                                                      | William Charlton                                                                        | 2005             |
| 57   | Philoponus                            | On Aristotle On the Soul 2.7–12                                                     | William Charlton                                                                        | 2005             |
| 58   | Philoponus                            | Against Proclus on the Eternity of the World 1–5                                    | Michael Share                                                                           | 2005             |
| 59   | Philoponus                            | Against Proclus on the Eternity of the World 6–8                                    | Michael Share                                                                           | 2005             |
| 60   | Philoponus                            | On Aristotle On Coming-to-Be and Perishing 2.5–11                                   | Inna Kupreeva                                                                           | 2005             |
| 61   | Philoponus                            | On Aristotle On the Soul 1.1–2                                                      | Philip van der Eijk                                                                     | 2005             |
| 62   | Alexander of Aphrodisias              | On Aristotle On Coming-to-Be and Perishing 2.2–5                                    | Emma Gannagé                                                                            | 2005             |
| 63   | Philoponus                            | On Aristotle Physics 1.1–3                                                          | Catherine Osborne                                                                       | 2006             |
| 64   | Alexander of Aphrodisias              | On Aristotle Prior Analytics 1.23–31                                                | Ian Mueller                                                                             | 2006             |
| 65   | Alexander of Aphrodisias              | On Aristotle Prior Analytics 1.32–46                                                | Ian Mueller                                                                             | 2006             |
| 66   | Simplicius                            | On Aristotle On the Heavens 1.10–12                                                 | Robert James Hankinson                                                                  | 2006             |
| 67   | Philoponus                            | On Aristotle On the Soul 1.3–5                                                      | Philip van der Eijk                                                                     | 2006             |
| 68   | Philoponus                            | Against Proclus on the Eternity of the World 12–18                                  | James Wilberding                                                                        | 2006             |
| 69   | Aspasius                              | On Aristotle Nicomachean Ethics 1–4, 7–8                                            | David Konstan                                                                           | 2006             |
| 70   | Syrianus                              | On Aristotle Metaphysics 13–14                                                      | John M. Dillon, Dominic J. O’Meara                                                      | 2006             |
| 71   | Proclus                               | On Providence                                                                       | Carlos Steel                                                                            | 2007             |
| 72   | Proclus                               | On Plato Cratylus                                                                   | Brian Duvick                                                                            | 2007             |
| 73   | Philoponus                            | On Aristotle Posterior Analytics 1.1–8                                              | Richard D. McKirahan                                                                    | 2008             |
| 74   | Syrianus                              | On Aristotle Metaphysics 3–4                                                        | Dominic J. O’Meara, John M. Dillon                                                      | 2008             |
| 75   | Themistius                            | On Aristotle Physics 5–8                                                            | Robert B. Todd                                                                          | 2008             |
| 76   | Philoponus                            | On Aristotle Physics 1.4–9                                                          | Catherine Osborne                                                                       | 2009             |
| 77   | ‘Philoponus’                          | On Aristotle Posterior Analytics 2                                                  | Owen Goldin                                                                             | 2009             |
| 78   | Simplicius                            | On Aristotle On the Heavens 3.1–7                                                   | Ian Mueller                                                                             | 2009             |
| 79   | Simplicius                            | On Aristotle On the Heavens 3.7–4.6                                                 | Ian Mueller                                                                             | 2009             |
| 80   | Philoponus                            | Against Proclus on the Eternity of the World 9–11                                   | Michael Share                                                                           | 2010             |
| 81   | Boethius                              | On Aristotle On Interpretation 1–3                                                  | Andrew Smith                                                                            | 2010             |
| 82   | Boethius                              | On Aristotle On Interpretation 4–6                                                  | Andrew Smith                                                                            | 2011             |
| 83   | Simplicius                            | On Aristotle On the Heavens 1.2–3                                                   | Ian Mueller                                                                             | 2011             |
| 84   | Simplicius                            | On Aristotle On the Heavens 1.3–4                                                   | Ian Mueller                                                                             | 2011             |
| 85   | Simplicius                            | On Aristotle Physics 1.3–4                                                          | Pamela Huby, C. C. W. Taylor                                                            | 2011             |
| 86   | Porphyry                              | To Gaurus on How Embryos are Ensouled and On What is in Our Power                   | James Wilberding                                                                        | 2011             |
| 87   | Philoponus                            | On Aristotle Physics 4.10–14                                                        | Sarah Broadie                                                                           | 2011             |
| 88   | Philoponus                            | On Aristotle Meteorology 1.1–3                                                      | Inna Kupreeva                                                                           | 2011             |
| 89   | Themistius                            | On Aristotle on Physics 1–3                                                         | Robert B. Todd                                                                          | 2012             |
| 90   | Philoponus                            | On Aristotle Posterior Analytics 1.9–18                                             | Richard D. McKirahan                                                                    | 2012             |
| 91   | Alexander of Aphrodisias              | On the Soul: Part I                                                                 | Victor Caston                                                                           | 2012             |
| 92   | Simplicius                            | On Aristotle Physics 1.5–9                                                          | Han Baltussen, Michael Atkinson, Michael Share, Ian Mueller                             | 2012             |
| 93   | Philoponus                            | On Aristotle Posterior Analytics 1.19–34                                            | Owen Goldin, Marije Martijn                                                             | 2012             |
| 94   | Philoponus                            | On Aristotle Physics 4.1–5                                                          | Keimpe Algra, Jan van Ophuijsen                                                         | 2012             |
| 95   | Philoponus                            | On Aristotle Meteorology 1.4–9, 12                                                  | Inna Kupreeva                                                                           | 2012             |
| 96   | Proclus                               | Ten Problems Concerning Providence                                                  | Jan Opsomer, Carlos Steel                                                               | 2012             |
| 97   | Aeneas of Gaza Zacharias of Mytilene  | Theophrastus Ammonius                                                               | John Dillon, Donald Andrew Russell Sebastian Gertz                                      | 2012             |
| 98   | Philoponus                            | On Aristotle Physics 4.6–9                                                          | Pamela Huby                                                                             | 2012             |
| 99   | Simplicius                            | On Aristotle Physics 8.1–5                                                          | István Bodnár, Michael Chase, Michael Share                                             | 2012             |
| 100  | ‘Simplicius’                          | On Aristotle On the Soul 3.6–13                                                     | Carlos Steel, Arnis Ritups                                                              | 2012             |
| 101  | Philoponus                            | On Aristotle Categories 1–5 A Treatise Concerning the Whole and the Parts           | Riin Sirkel, Martin Tweedale, John Harris Daniel King                                   | 2015             |
| 102  | Olympiodorus                          | Life of Plato and On Plato First Alcibiades 1–9                                     | Michael Griffin                                                                         | 2015             |
| 103  | Olympiodorus                          | On Plato First Alcibiades 10–28                                                     | Michael Griffin                                                                         | 2016             |
| 104  | Priscian                              | Answers to King Khosroes of Persia                                                  | Pamela Huby, Sten Ebbesen, David Langslow, Donald Russell, Carlos Steel, Malcolm Wilson | 2016             |
| 105  | Elias and David Olympiodorus          | Introductions to Philosophy Introduction to Logic                                   | Sebastian Gertz                                                                         | 2018             |
| 106  | Hermias                               | On Plato Phaedrus 227A–245E                                                         | Dirk Baltzly, Michael Share                                                             | 2018             |
| 107  | Michael of Ephesus Themistius         | On Aristotle’s Nicomachean Ethics 10 On Virtue                                      | James Wilberding, Julia Trompeter Alberto Rigolio                                       | 2019             |
| 108  | Ammonius                              | Interpretation of Porphyry’s Introduction to Aristotle’s Five Terms                 | Michael Chase                                                                           | 2019             |
| 109  | Philoponus                            | On Aristotle Categories 6–15                                                        | Michael Share                                                                           | 2019             |
| 110  | Iamblichus                            | On the Science of Mathematics                                                       | John Dillon, James O. Urmson                                                            | 2020             |
| 111  | Al-Farabi                             | Syllogism: An Abridgement of Aristotle’s Prior Analytics                            | Wilfrid Hodges, Saloua Chatti                                                           | 2020             |
| 112  | Alexander of Aphrodisias              | On Aristotle Topics 2                                                               | Laura Castelli                                                                          | 2020             |
| 113  | Themistius                            | On Aristotle Metaphysics 12                                                         | Yoav Meyrav                                                                             | 2020             |
| 114  | ‘Alexander’                           | On Aristotle Metaphysics 12                                                         | Fred D. Miller                                                                          | 2021             |
| 115  | Alexander of Aphrodisias              | On Aristotle Topics 3                                                               | Laura Castelli                                                                          | 2022             |
| 116  | Simplicius                            | On Aristotle Physics 1–8: General Introduction                                      | Stephen Menn                                                                            | 2022             |
| 117  | Simplicius                            | On Aristotle Physics 1.1–2                                                          | Stephen Menn                                                                            | 2022             |
| 118  | Hermias                               | On Plato Phaedrus 245E–257C                                                         | Dirk Baltzly, Michael Share                                                             | 2023             |
|      | Hermias                               | On Plato, Phaedrus 257C-279C, with ‘Syrianus’: Introduction to Hermogenes on Styles | Dirk Baltzly, Michael Share                                                             | 2025             |